# Heike Walpot
Heike Walpot dr. (Düsseldorf, Észak-Rajna-Vesztfália, 1960. június 19. –) német válogatott úszó, orvos, kereskedelmi pilóta, űrhajósnő. Férje Hans Schlegel űrhajós.

## Életpálya
1974–1981 között sikeres úszó, nyolcszoros német bajnok, az 1976. évi nyári olimpiai játékokon a német úszóválogatott tagja. 1977-ben a svédországi Európa-bajnokságon több számban indult, a  4x100 méteres vegyes váltó tagjaként bronzérmes lett. Több mint 50 nemzetközi versenyen vett részt. 1986-ban a Rheinisch-Westfälische Technische Hochschule-n orvosi diplomát kapott (PhD.). Aneszteziológiára (altatóorvos) szakosodott.
Egy 1986 augusztusában megjelent hirdetésre jelentkezett űrhajósnak. Az 1799 jelölt közül a különböző vizsgálatok után tizenhárman maradtak (9 férfi és 4 nő). A bizottság (Renate Brümmer, Gerhard Thiele, Hans Schlegel és Ulrich Walter mellett) az 5 fős, kiképzésre jelölt csapatba választotta. 1988-tól Kölnben kapott alapkiképzést. 1987 végén Amerikában részt vett  egy parabolikus repülésen. Tartalékosként nem kapott érdemi űrhajós feladatot, 1993-ban szerelt le az űrhajósoktól. 1996 júliusától a Lufthansa egyik Boeing 737 repülőgépén menetrendszerű járatok másodpilótája, később egy Boeing 747 repülőgépen  másodpilóta, majd vezető első tiszt.